# 山川和大
山川 和大（やまかわ ともひろ、1995年1月4日 - ）は、兵庫県神戸市出身のプロ野球選手（投手・内野手）、野球指導者。NPB時代は育成選手だった。右投左打。

## 経歴

### 高校時代まで
神戸市立有野北中時代は、学校の軟式野球部に所属し主に「2番・遊撃手」としてプレー。
中学卒業後は県内の私立学校へ進む目標で、その高校に入学後に兄の雄大が出場していた甲子園を目指すつもりであったが、受験に失敗したため、在学中に留学できる点に魅かれた芦屋学園高に進学する。しかし、当時の芦屋学園高には硬式野球部がなく部を立ち上げようとしたこともあったが上手くいかずに、軟式野球部に入部する。入部してすぐに打撃投手を務めたことがきっかけで投手に転向。肩は強いが身長が低く、投手として際立つものがなかったことからアンダースローにフォーム変更するが、三振を取らないと勝てないと思い1年次の冬に再びオーバースローにフォームを戻した。それから積極的にトレーニングを積み球速が急激にアップするも、3年次の夏は県大会初戦で敗退した。

### 大学・独立リーグ時代
高校卒業後の進路を考えていた際に、自身の高校と芦屋大学を運営する学校法人芦屋学園と、関西独立リーグ（初代）の兵庫ブルーサンダーズが提携し、芦屋大学の学生をブルーサンダーズの二軍として指導する体制がつくられていたことを知り、芦屋大学へ進学すると同時に兵庫ブルーサンダーズへ入団した。
入団1年目の2013年は、自身も投手としては無理と考えていたため主に内野手として出場していたが、当時の投手コーチであった池内豊の助言から投手としても練習を再開した。
2014年、チームが関西独立リーグを脱退し新たにBASEBALL FIRST LEAGUEを立ち上げそちらに加盟。そのBFL選抜の代表入りを果たし、オリックス・バファローズ二軍との交流戦において、投手として出場した。しかし、大差がついた試合終盤で、さらに満塁本塁打も打たれるなど散々な結果に終わったが、球速が146km/hを計測したため投手専任となった。同年のプロ野球ドラフト会議で指名候補に名前が上がるも、独立リーグの立場よりも学生の立場が優先とされ指名対象外となった。
3年目の2015年には、リーグで最優秀防御率、4年目の2016年は最優秀防御率と最多奪三振のタイトルを獲得。また、球速も最速152km/hを記録した。
2016年10月20日、プロ野球ドラフト会議で読売ジャイアンツから育成選手ドラフト3位指名を受け、入団。背番号は003。
チームメイトの向谷拓巳も東北楽天ゴールデンイーグルスから育成3位指名を受け、山川と向谷はBFL及び兵庫ブルーサンダーズとして初のドラフト指名によるNPB入団選手となった。これを記念して山川が兵庫で着用した背番号17は、12月28日にチームの永久欠番に指定された。

### 巨人時代
2017年、2018年はともに二軍公式戦には登板できず、2019年に初めて二軍公式戦に登板。21試合に登板し、32回1/3を投げ、2勝1敗1セーブ、28奪三振、防御率3.34の成績を残した。しかし、支配下登録までは至らず、育成選手として所属後3年が経過したことから規約に則り、同年10月1日に自由契約が通告された。山川本人は戦力外通告を覚悟していたが、球団はもう1年育成選手として見る意向で再契約を結んだ。
2020年は、二軍公式戦17試合に登板し、39回1/2を投げ、5勝2敗、37奪三振、防御率2.50の成績を残し、イースタン・リーグ最多勝のタイトルを獲得。主に中継ぎとして活躍し、急遽先発投手が降板しての出番でも安定した投球を見せた。11月8日より開幕のみやざきフェニックス・リーグにも参加した。11月30日に規約に則り自由契約選手として公示されたが、12月8日に育成選手として再契約した。
2021年は、現役時代にアンダースローだった会田有志コーチ指導のもと、腕を下げた新たな投球フォームに挑戦。しかし、二軍公式戦に登板できず、三軍戦でも20試合に登板して防御率6.12といった成績に終わり、10月4日に戦力外通告を受けた。
2022年1月8日、2020年・2021年シーズンに引退セレモニーなどを行えなかった選手らが出場する特別試合「PERSOL THE LAST GAME 2021」（メットライフドーム）に参加。山川は本職の投手としてではなく、ウエストチームの「3番・遊撃手」で先発出場し、2点ランニング本塁打を含む、4打数2安打を記録。途中から投手としても登板したが、こちらは二死しか取れずに6失点を喫した。今後については未定としながらも、現役続行も視野に入れていることを話した。

### 兵庫復帰
2022年3月4日、かつて所属していた兵庫ブレイバーズへの入団が発表された。背番号は前回所属時の17（永久欠番）ではなく、30となる。また、ポジションは「内野手・投手」となっている。5月12日、関西独立リーグと巨人三軍の交流戦が行われ、山川と同じく元巨人の折下光輝、工宜、村上海斗とともに、内野手として選抜メンバーに入った。試合には8番・指名打者として出場し、内野安打を1本記録した。公式戦には一塁手、指名打者としての出場が中心で、結局投手としての出場はなかった。2022年10月に、橋本大祐の後任として兵庫の監督に就任する見込みと報じられた。10月2日に正式に球団より、監督に就任することが発表された。報道では監督就任に伴い、現役は引退とされている。
復帰2年目となる2023年からは背番号は44となった。同年9月21日、投手として出場選手登録され、現役復帰となった。ただし、実際に試合に出場したのは同日の淡路島ウォリアーズ戦に代打として出場した1試合限り（結果は藤本颯太から四球）であり、投手としての登板はなかった。2024年シーズンは選手としての公式戦出場はなかった。

## 人物・プレースタイル
166cmと小柄だが、全身を使ったフォームから繰り出す最速152km/hのストレートと縦のスライダーを軸とした投球スタイル。2020年の春季キャンプの紅白戦では、当時二軍投手コーチの杉内俊哉のアドバイスを受け、走者が居なくてもセットポジションで投げたり、足を上げたり、上げなかったりなどして打者のタイミングを崩す「1人時間差投法」を披露した。
50m走を5秒7で走るなど身体能力が高い。
父はバレーボール、母はバスケットボールの競技経験を持つ。父は小学校で校長を務めており、自身も大学4年次に教育実習を行ない教員免許を取得している。セカンドキャリアに教育者の道を考えているのは父の影響である。3人兄弟の末っ子で、次兄は高校時代にセンバツ出場経験があり、大学で準硬式野球を経験した後にボートレーサーに転向して活動している山川雄大。長兄はソロシンガーとして芸能活動を行っている山川陽彩で、彼も高校時代まで硬式野球の経験がある。

## 詳細情報

### 年度別投手成績
- 一軍公式戦出場なし

### 独立リーグでの打撃成績
※2022年以降のみ。
| 年 度     | 球 団     | 試 合 | 打 席 | 打 数 | 得 点 | 安 打 | 二 塁 打 | 三 塁 打 | 本 塁 打 | 塁 打 | 打 点 | 盗 塁 | 盗 塁 死 | 犠 打 | 犠 飛 | 四 球 | 敬 遠 | 死 球 | 三 振 | 併 殺 打 | 打 率 | 出 塁 率 | 長 打 率 | O P S |
| --------- | --------- | ----- | ----- | ----- | ----- | ----- | -------- | -------- | -------- | ----- | ----- | ----- | -------- | ----- | ----- | ----- | ----- | ----- | ----- | -------- | ----- | -------- | -------- | ----- |
| 2022      | 兵庫      | 44    | 170   | 146   | 15    | 34    | 8        | 1        | 0        | 44    | 9     | 0     | 1        | 1     | 0     | 22    | -     | 1     | 28    | 3        | .233  | .337     | .301     | .638  |
| 2023      | 兵庫      | 1     | 1     | 0     | 0     | 0     | 0        | 0        | 0        | 0     | 0     | 0     | 0        | 0     | 0     | 1     | -     | 0     | 0     | 0        | .000  | 1.000    | .000     | 1.000 |
| 通算：2年 | 通算：2年 | 45    | 171   | 146   | 15    | 34    | 8        | 1        | 0        | 44    | 9     | 0     | 1        | 1     | 0     | 23    | -     | 1     | 28    | 3        | .233  | .341     | .301     | .643  |

- 2023年シーズン終了時

### 背番号
- 17（2013年 - 2016年）
- 003（2017年 - 2021年）
- 30（2022年）
- 44（2023年 - ）

### 登場曲
- ベリーグッドマン「おかん〜yet」（2016年 - 2018年）
- 湘南乃風「BIG UP」（2019年 - ）